# Ліццано
Ліццано (італ. Lizzano, сиц. Lizzanu) — муніципалітет в Італії, у регіоні Апулія,  провінція Таранто.
Ліццано розташоване на відстані близько 450 км на схід від Рима, 95 км на південний схід від Барі, 20 км на південний схід від Таранто.
Населення — 10 141 особа (2014).

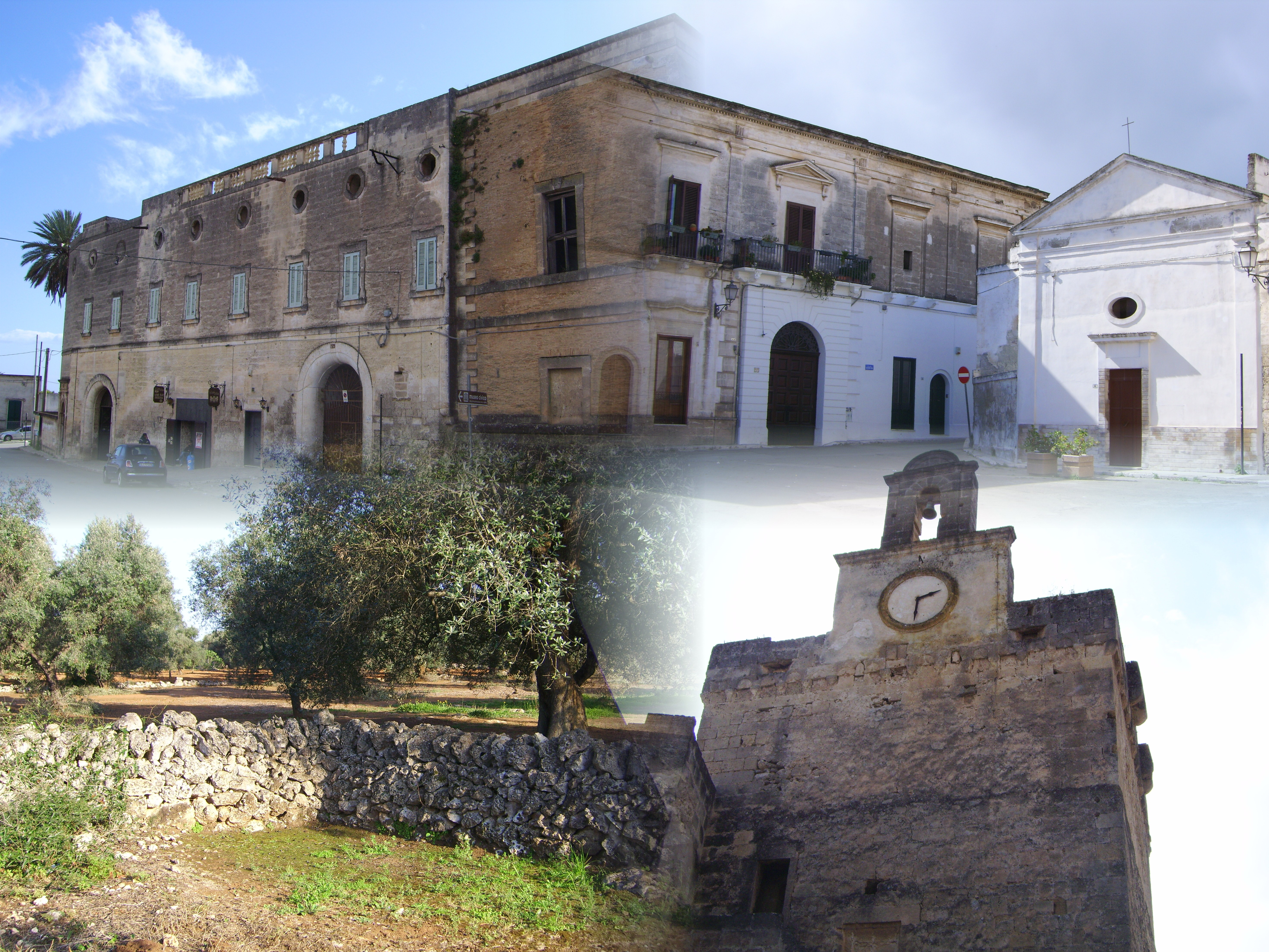

Щорічний фестиваль відбувається 7 серпня,17 травня. Покровитель — San Gaetano Thiene.

## Демографія
Населення за роками:

Станом на 1 січня 2023 року в муніципалітеті офіційно проживало 130 іноземців з 23 країн, серед них 34 громадяни країн Євросоюзу та 1 громадянин України.

## Сусідні муніципалітети
- Фраганьяно
- Пульсано
- Фаджано
- Сава
- Торричелла